# Frank Merrill

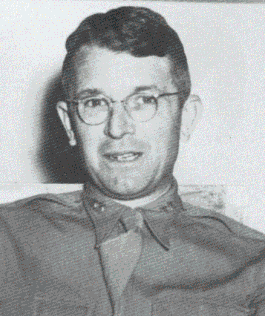
Major General Frank Merrill

Frank Dow Merrill (* 4. Dezember 1903 in Hopkinton, Massachusetts; † 11. Dezember 1955 in Fernandina Beach, Florida) war ein Major General der US Army.

## Leben
Bekannt wurde Frank Merrill durch seine herausragenden Führung der Merrill’s Marauders, offiziell 5307th Composite Unit (provisional), einem Großverband auf Brigadeebene der US Army Rangers, während des Burmafeldzugs im Zweiten Weltkrieg.
Merrills Ranger-Verband war dem Northern Combat Area Command unter dem Kommando von General Joseph Stilwell unterstellt und entwickelte im Laufe dieses Feldzugs zusammen mit den Chindits, einem britisch-indischen Verband, grundsätzliche Taktiken für Sondereinsatzverbände, wie Fernaufklärung (long range penetration) und Guerillakriegführung in Kleingruppen hinter feindlichen Linien.

### Ausbildung und frühe Militärzeit
Merrill trat 1922 in die Army ein und erlangte den Rang eines Sergeant, bevor er nach West Point versetzt wurde, um die Offizierslaufbahn einzuschlagen, wo er 1929 graduierte. 1938 wurde Merrill Assistent des amerikanischen Militärattachés in Tokio, wo er die japanische Sprache studierte. 1941 wurde er als Nachrichtenoffizier dem Stab von General Douglas MacArthur auf den Philippinen zugeteilt. Während des Angriffs auf Pearl Harbor befand sich Merrill auf einer Mission in Rangun, Burma und verblieb dort, als die Japanische Armee Burma angriff. 1942 wurde Merrill zum Brigadier General befördert.

### Merrill’s Marauders
Hauptartikel siehe Merrill’s Marauders

### Zivilleben
Nach dem Zweiten Weltkrieg und seinem Militärdienst auf den Philippinen, schied Merrill aus der Army aus, um den Posten eines Commissioner of Highways (dt. „Schnellstraßenbevollmächtigter“) in New Hampshire zu bekleiden. Zuletzt wurde er zum Präsidenten der American Association of State Highway and Transportation Officials gewählt, starb aber nach nur zwei Tagen in dieser Funktion.

## Ehrungen und Auszeichnungen

### Orden und Ehrenzeichen
Die Liste der Auszeichnungen, die General Merrill im Laufe seiner Militärzeit verliehen wurde beinhaltet die Distinguished Service Medal, ein Purple Heart, den Bronze Star, die Legion of Merit und die Combat Infantryman Badge.

### Ehrungen
Das Camp Frank D. Merrill nahe der Stadt Dahlonega, Georgia, ein Trainingseinrichtung der Ranger School für den dreiwöchigen Gebirgsjägerausbildungsabschnitt, wurde nach ihm benannt.

### Filme
Merrill wurde 1962 von Jeff Chandler in dem Film Merrill’s Marauders dargestellt.